# Novîi Zahoriv, Lokaci
Novîi Zahoriv (în ucraineană Новий Загорів) este un sat în comuna Starîi Zahoriv din raionul Lokaci, regiunea Volînia, Ucraina. În secolul al XIX-lea, satul făcea parte din volostul Horiv, uezdul Volodîmîr-Volînskîi.

## Demografie
Componența lingvistică a localității Novîi Zahoriv
     Ucraineană (99,81%)
     Alte limbi (0,19%)
Conform recensământului din 2001, majoritatea populației localității Novîi Zahoriv era vorbitoare de ucraineană (99,81%), existând în minoritate și vorbitori de alte limbi.